# Xã Sugar Creek, Quận Putnam, Ohio
Xã Sugar Creek (tiếng Anh: Sugar Creek Township) là một xã thuộc quận Putnam, tiểu bang Ohio, Hoa Kỳ. Năm 2010, dân số của xã này là 1.200 người.